# New Orleans (lớp tàu tuần dương) (1931)
Lớp tàu tuần dương New Orleans là một lớp bao gồm bảy tàu tuần dương hạng nặng của Hải quân Hoa Kỳ trong những năm 1930, và là những chiếc tàu tuần dương cuối cùng được chế tạo trong khuôn khổ những giới hạn của Hiệp ước Hải quân Washington trước Chiến tranh Thế giới thứ hai. Những chiếc trong lớp đã tham gia hầu hết các trận chiến quan trọng trong cuộc chiến này, trong đó ba chiếc Astoria, Quincy và Vincennes cùng bị mất trong Trận chiến đảo Savo vào năm 1942. Chúng đã được tặng thưởng tổng cộng 64 Ngôi sao Chiến đấu và một danh hiệu Đơn vị Tuyên dương Tổng thống, trong đó có đến ba chiếc nằm trong tốp bốn tàu chiến Hải quân được tặng thưởng nhiều nhất trong cuộc chiến tranh, chỉ đứng sau tàu sân bay Enterprise. Bốn chiếc còn sống sót được cho ngừng hoạt động không lâu sau khi chiến tranh kết thúc, và bị tháo dỡ vào những năm 1959-1961.

## Bối cảnh
Lớp New Orleans là sự cải tiến dựa trên lớp tàu tuần dương hạng nặng Northampton. Thoạt tiên những chiếc mang ký hiệu lườn từ CA-32 đến CA-36 được đặt hàng như những chiếc lớp Northampton, nhưng New Orleans (CA-32), Astoria (CA-34) và Minneapolis (CA-36) được đặt hàng lại không lâu sau khi được đặt lườn theo một thiết kế mới mà sau đó trở thành lớp Astoria, và sau đó được đổi tên thành lớp New Orleans. Những chiếc Portland (CA-33) và Indianapolis (CA-35) không thể thay đổi sang thiết kế New Orleans nên trở thành lớp Portland.
Thiết kế của lớp New Orleans là một nền tảng thử nghiệm cho các cải tiến trong thiết kế tàu tuần dương, nên có đến ba kiểu dáng khác nhau trong lớp tàu này: kiểu số 1 là CA-32, CA-34 và CA-36, kiểu số 2 dành cho CA-37 và CA-38, và kiểu số 3 bao gồm CA-39 và CA-44. Lớp tàu này trở thành kiểu mẫu thiết kế trực tiếp cho các lớp tàu tuần dương tiếp theo của Hải quân Hoa Kỳ: Brooklyn, Wichita, Cleveland và Baltimore. Trong khi các quy định của Hiệp ước Hải quân Washington vẫn được tôn trọng, các kỹ thuật mới được áp dụng cho lớp New Orleans vì Hải quân Mỹ ý thức rằng một khi chiến tranh xảy ra, họ cần có các kiến thức này để chế tạo những con tàu vượt quá những giới hạn của hiệp ước, hiện vẫn đang nằm trong kế hoạch. Họ đã đưa đến kết luận rằng không có con tàu tuần dương tải trọng 10.000 tấn nào có thể đảm đương thích đáng những vai trò được dành cho nó.
Thoạt tiên, USS Astoria (CA-34) mới là chiếc dẫn đầu của lớp vì được đặt lườn trước, nhưng Astoria lại được nhận số ký hiệu lườn lớn hơn so với New Orleans vì được hạ thủy trễ hơn. Lớp tàu Astoria này được đổi tên thành lớp New Orleans sau khi Astoria bị đánh chìm trong trận chiến đảo Savo vào năm 1942. Hơn nữa, ngay sau Chiến dịch Guadalcanal, những chiếc còn lại trong lớp trải qua một đợt đại tu lớn nhằm tinh giản cho nhẹ cấu trúc thượng tầng vốn bị làm nặng thêm do việc bổ sung các hệ thống điện tử và radar mới cùng thêm nhiều vũ khí phòng không do những tiến bộ kỹ thuật. Vì vậy những con tàu này có kiểu dáng hoàn toàn mới, đáng kể là ở khu vực cầu tàu, nên được biết đến dưới tên gọi lớp New Orleans.

## Đặc tính thiết kế
Bảy chiếc thuộc lớp New Orleans là những tàu tuần dương cuối cùng của Hải quân Mỹ, ngoại trừ chiếc Wichita, được chế tạo theo những tiêu chuẩn và giới hạn của Hiệp ước Hải quân Washington năm 1922. Việc thiết kế những chiếc tàu chiến mới được khởi sự vào đầu năm 1929 dựa trên những lớp tàu dẫn trước: Pensacola, Northampton và Portland. Mọi chiếc thuộc lớp New Orleans đều có kiểu dáng bên ngoài giống nhau, nhưng sự khác biệt về trọng lượng rẽ nước giữa các con tàu lên đến khoảng 600 tấn.

### Hình dáng bên ngoài
Ở hình dáng bên ngoài, những chiếc trong lớp New Orleans có kiểu dáng đặc trưng và được xem là rất ưa nhìn. Sàn phía trước kéo dài cho đến ống khói thứ hai, và cấu trúc thượng tầng được chế tạo mà không có kiểu cột ăn-ten ba cột vụng về thường thấy trên các tàu tuần dương trước đó. Mũi tàu có dạng nghiêng, giống như những tàu tuần dương Anh Quốc đương thời; hai ống khói được bố trí sát lại gần nhau với một tháp đèn pha bố trí giữa chúng. Các thiết bị hỗ trợ máy bay được sắp xếp lui hơn về phía sau, cùng một tháp điều khiển thứ hai lớn hơn đặt bên trên kho chứa máy bay. Một cột ăn-ten chính được đặt tại đây, giữa hai bệ cần cẩu khổng lồ dùng cho thủy phi cơ trinh sát cùng những chiếc nhỏ hơn. Các tháp pháo 203 mm (8 inch), cho dù được bọc thép, thực ra nhỏ hơn với các mặt che chắn sắp xếp một gọc hiệu quả hơn. Bằng cách mở rộng sàn tàu phía trước, các khẩu pháo hạng hai 127 mm (5 inch) được bố trí sát gần nhau, khiến cho việc tiếp đạn hiệu quả hơn.

### Hệ thống động lực
Lớp New Orleans được cung cấp động lực bởi tám nồi hơi Babcock & Wilcox áp lực cao, cung cấp một công suất 107.000 mã lực (79,8 MW) cho bốn turbine hơi nước Westinghouse hoặc Parsons. Các turbine này dẫn động bốn trục chân vịt, cung cấp một tốc độ tối đa 61 km/h (33 knot). Với trữ lượng nhiên liệu 3.269 tấn dầu đốt, tầm xa hoạt động của lớp tàu này là 26.000 km (14.000 hải lý) ở tốc độ 18,5 km/h (10 knot) hoặc 9.800 km (5.280 hải lý) ở tốc độ 37 km/h (20 knot). Tầm hoạt động có thể mở rộng bằng cách tiếp thêm nhiên liệu từ các tàu chở dầu hoặc từ một con tàu khác được trang bị để tiếp nhiên liệu trên đường đi. Dù sao những tàu tuần dương New Orleans thực hiện các cuộc tập trận thời bình một cách tốt đẹp và không mắc phải khiếm khuyết nghiêm trọng nào. Cho dù được tích hợp nhiều thay đổi để cải thiện khả năng hoạt động và đặc biệt là sự bảo vệ, chúng vẫn không vượt quá giới hạn 10.000 tấn mà Hiệp ước Hải quân Washington đặt ra. Những chiếc tàu tuần dương mới được xem là thành công đối với chính nó, nhưng không thể ngang bằng với một số tàu chiến đương thời của nước ngoài, hầu hết đều lớn hơn đáng kể.

### Vũ khí
Dàn hỏa lực chính của lớp tàu này tập trung quanh chín khẩu hải pháo 203 mm (8 inch)/55 caliber Mark 14 bố trí trên những tháp pháo ba nòng. Chiếc New Orleans được trang bị tháp pháo Mark 14 Mod 0, Minneapolis là kiểu Mark 15 Mod một trong khi những chiếc còn lại trong lớp được trang bị tháp pháo Mark 12 Mod 0. Cấu hình mặt trước của tháp pháo cũng khác biệt khi tháp pháo Mark 14 bố trí trong những tháp pháo mặt tròn còn các kiểu Mark 12 và 15 có các mặt phẳng. Các khẩu pháo 203 mm (8 inch) có tầm bắn xa 29 km (31.700 yard) với lưu tốc đầu đạn 853 m/s (2.800 ft/s); kiểu đạn pháo xuyên thép nặng 118 kg (260 lb) có thể đâm xuyên vỏ giáp dày 127 mm (5 inch) ở khoảng cách 9,1 km (10.000 yard). Dàn pháo hạng hai của lớp bao gồm tám khẩu pháo 127 mm (5 inch)/25 caliber, có thể sử dụng đối phó cả mục tiêu mặt biển lẫn trên không, và được bổ sung bằng súng máy M2 Browning 0,50 caliber làm mát bằng nước.
Khi Hoa Kỳ tham chiến vào tháng 12 năm 1941, lớp New Orleans cùng các tàu tuần dương "Hiệp ước" khác được vội vã tung vào trận chiến với rất ít cải tiến và thiếu sót sự phòng không thích đáng. Nhật Bản đã chứng minh tại Trân Châu Cảng rằng diễn biến của cuộc chiến sẽ được định đoạt bởi không lực. Ngay khi sẵn có, các kiểu súng máy 28 mm (1,1 inch)/75 caliber phòng không bốn nòng và pháo Oerlikon 20 mm do Thụy Sĩ phát triển được trang bị thay thế cho súng máy 0,50 caliber, cũng như những bộ radar đời đầu và các bộ kiểm soát hỏa lực. Khi chiến tranh tiếp diễn, những tiến bộ về khả năng của radar cho phép phe Đồng Minh có được ưu thế ngày càng tăng mang tính quyết định so với đối phương. Cuối năm 1942 chúng được bổ sung pháo phòng không Bofors 40 mm do Thụy Điển thiết kế bố trí trên những tháp pháo hai và bốn nòng, thay thế cho số súng máy 28 mm (1,1 inch) không hiệu quả. Vào cuối năm 1945, ngay cả sau khi tháo dỡ nhiều thiết bị không cần thiết, như một nửa số máy bay trinh sát cùng một cần cẩu và một máy phóng, chúng không còn cần đến nhờ sự tiến bộ của radar, con tàu vẫn còn bị quá tải một cách nguy hiểm do vũ khí mới và thiết bị điện tử cùng radar được bổ sung. Mối đe dọa từ trên không vẫn còn căng thẳng nên buộc phải chung sống với những điều kiện như vậy.

### Vỏ giáp
Văn phòng Chế tạo và Sửa chữa Hải quân Mỹ đã cho phép một thiết kế tàu tuần dương trang bị pháo 203 mm (8 inch) trên một kích cỡ nhỏ hơn, nhưng được phân bố trọng lượng rẽ nước tương đối nặng hơn tập trung vào việc bảo vệ. Lớp New Orleans đáng chú ý về việc bảo vệ của nó. Lườn tàu ngắn hơn 3,6 m (12 ft) so với lớp Northampton, với một đai giáp ngắn hơn chỉ bảo vệ cho phần động cơ và các khoang bên trong khác,cho phép gia tăng độ dày của nó lên 127 mm (5 inch). Các vách ngăn động cơ dày 89 mm (3,5 inch) và vỏ giáp sàn tàu được tăng cường lên 63 mm (2,5 inch). Lần đầu tiên đối với một tàu tuần dương Mỹ, vỏ giáp cho bệ và tháp pháo có thể chịu đựng được đạn pháo 203 mm (8 inch). Mặt trước của tháp pháo dày 203 mm (8 inch), mặt hông dày 70 mm (2,75 inch) và nóc tháp pháp dày 25 mm (1 inch). Bệ tháp pháo được bảo vệ bằng lớp giáp dày 127 mm (5 inch) ở tất cả mọi phía, ngoại trừ chiếc San Francisco có bệ tháp pháo được bọc thép dày 165 mm (6,5 inch). Vỏ giáp bảo vệ hầm đạn được tăng lên 102 mm (2 inch), và hầm đạn còn được tăng cường sự bảo vệ bằng cách đặt chúng sâu bên dưới mực nước. Mặc khác chỉ có một đai bên trong chống mảnh đạn và một sàn tàu bọc thép bảo vệ cho hầm đạn. Trong khi điều này cho phép mức độ bảo vệ rất tốt đối với những phần trọng yếu, chúng bảo vệ phần còn lại của lườn tàu kém hơn, và hầm đạn ở sâu hơn lại phô bày ra nhiều hơn đối với những hư hại dưới mực nước, điều mà chiếc New Orleans gặp phải trong trận Tassafaronga. Tổng cộng sơ đồ bảo vệ của lớp tàu này chiến khoảng 15% trọng lượng rẽ nước thông thường, lớn hơn đáng kể so với 5,6% của lớp Pensacola và 6% của Northampton và Portland. Điều không may là trữ lượng nhiên liệu buộc phải giảm bớt, khiến cho có tầm hoạt động nhỏ hơn. Sự gia tăng tỉ lệ cho bảo vệ lại tỏ ra vô ích, như đã chứng tỏ trong trận chiến đảo Savo: ba chiếc tàu tuần dương trong lớp Astoria, Vincennes và Quincy bị đánh chìm nhanh chóng bởi đạn pháo và ngư lôi từ các tàu chiến Nhật Bản tấn công, khi vỏ giáp của chúng bị đánh thủng dễ dàng.

## Những chiếc trong lớp
| Tàu                   | Đặt lườn             | Hạ thủy              | Hoạt động           | Số phận                                                                    |
| New Orleans (CA-32)   | 14 tháng 3 năm 1931  | 12 tháng 4 năm 1933  | 15 tháng 2 năm 1934 | Ngừng hoạt động 10 tháng 2 năm 1947, bị bán để tháo dỡ năm 1959            |
| Astoria (CA-34)       | 1 tháng 9 năm 1930   | 16 tháng 12 năm 1933 | 28 tháng 4 năm 1934 | Bị đánh chìm trong trận chiến đảo Savo 9 tháng 8 năm 1942                  |
| Minneapolis (CA-36)   | 27 tháng 6 năm 1931  | 6 tháng 9 năm 1933   | 19 tháng 5 năm 1934 | Ngừng hoạt động 10 tháng 2 năm 1947, bị bán để tháo dỡ 14 tháng 8 năm 1959 |
| Tuscaloosa (CA-37)    | 3 tháng 9 năm 1931   | 15 tháng 11 năm 1933 | 17 tháng 8 năm 1934 | Ngừng hoạt động 13 tháng 2 năm 1946, bị bán để tháo dỡ năm 1959            |
| San Francisco (CA-38) | 9 tháng 9 năm 1931   | 9 tháng 3 năm 1933   | 10 tháng 2 năm 1934 | Ngừng hoạt động 10 tháng 2 năm 1946, bị bán để tháo dỡ 9 tháng 9 năm 1959  |
| Quincy (CA-39)        | 15 tháng 11 năm 1933 | 19 tháng 6 năm 1935  | 9 tháng 6 năm 1936  | Bị đánh chìm trong trận chiến đảo Savo 9 tháng 8 năm 1942                  |
| Vincennes (CA-44)     | 2 tháng 1 năm 1934   | 21 tháng 5 năm 1936  | 24 tháng 2 năm 1937 | Bị đánh chìm trong trận chiến đảo Savo 9 tháng 8 năm 1942                  |

## Lịch sử hoạt động
Trong gần bốn năm, những chiếc trong lớp New Orleans đã được bố trí trong những nhiệm vụ khẩn cấp nhất trên tuyến đầu, và tham gia vào những hoạt động nguy hiểm. Astoria, Quincy và Vincennes cùng bị đánh chìm trong trận chiến đảo Savo vào ngày 8–9 tháng 8 năm 1942. Mặc dù ba chiếc trong lớp bị mất, chúng tỏ ra là những tàu chiến được thiết kế tốt; và tổn thất bi thảm của chúng lại chứng tỏ giá trị trong chiến đấu của những con tàu này. New Orleans, Minneapolis và San Francisco cũng bị hư hại nghiêm trọng trong những trận chiến ban đầu tại Mặt trận Thái Bình Dương. Chúng bao gồm cuộc Hải chiến Guadalcanal trong đó San Francisco đối đầu với tàu chiến đối phương trong tầm bắn thẳng trực tiếp, và trong trận Tassafaronga nơi mà Minneapolis túng phải hai ngư lôi Long-Lance Kiểu 93, một bên mạn trái mũi tàu và một vào phòng nồi hơi số hai. New Orleans cũng trúng một ngư lôi Long-Lance Kiểu 93 làm hư hại mũi tàu. Các hoạt động kiểm soát hư hỏng có hiệu quả và sự thành thạo của thủy thủ đoàn đã giữ cho chúng không bị chìm. Lớp tàu tuần dương New Orleans hầu như đã tham gia mọi trận đánh lẻ tẻ trong suốt thời gian còn lại của Thế Chiến II mặc dù chỉ có bốn chiếc còn lại sau năm 1942. Chúng nằm trong số những tàu chiến được sử dụng nhiều nhất và chiến đấu nặng nề nhất của Hải quân Hoa Kỳ trong cuộc chiến tranh. Có đến ba chiếc trong lớp tàu này nằm trong tốp bốn tàu chiến Hải quân được tặng thưởng nhiều nhất trong cuộc chiến tranh, chỉ đứng sau chiếc tàu sân bay huyền thoại Enterprise: San Francisco được tặng thưởng 17 Ngôi sao Chiến đấu và danh hiệu Đơn vị Tuyên dương Tổng thống, trong khi New Orleans và Minneapolis mỗi chiếc cũng được tưởng thưởng 17 Ngôi sao Chiến đấu. Tổng cộng lớp tàu này đã được trao tặng 64 Ngôi sao Chiến đấu và một Đơn vị Tuyên dương Tổng thống.